# آموزش تک‌جنسیتی

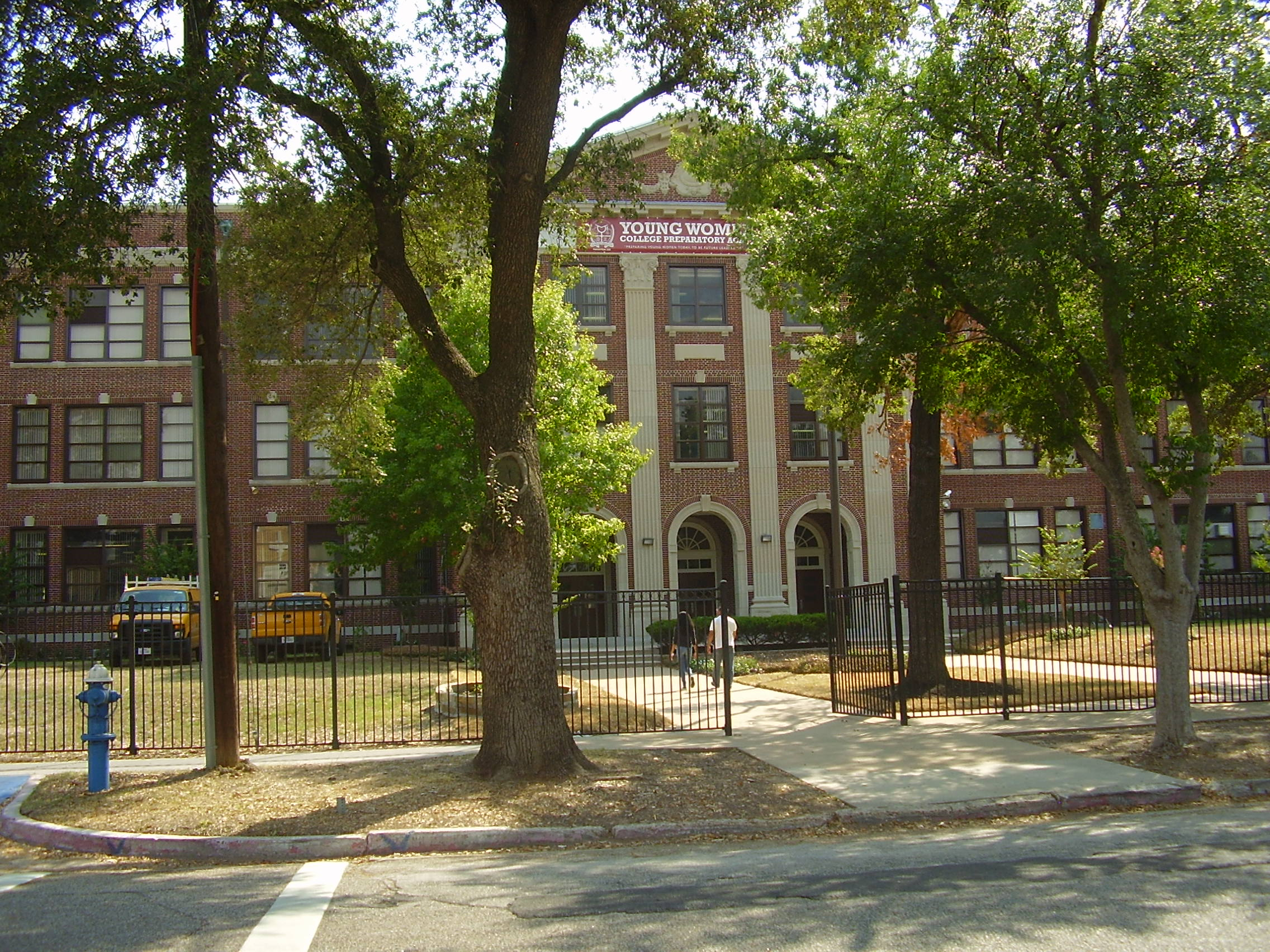

آموزش تک‌جنسیتی یک روش اداره کردن آموزش است که در آن دانش‌آموزان پسر و دختر، در کلاس‌های جداگانه یا ساختمان‌ها یا مدارس جداگانه، به کلاس درس می‌روند و به تحصیل مشغول می‌شوند.
این روش تا اوایل قرن نوزدهم میلادی، خصوصاً در مدارس پایه راهنمایی و متوسطه رایج بود. آموزش و پرورش تک جنسیتی، در بسیاری از فرهنگ‌ها از اصول سنت در کنار مذهب طرفداری و پیروی می‌کند، و در بسیاری از نقاط جهان به کار گرفته‌می‌شود. امروزه، جریانی از علایق و پایه‌گذاری‌های آموزش و پرورش تک جنسیتی به سبب پژوهش‌های علمی به‌وجودآمده و به‌راه‌افتاده‌است.